# 디랙 페르미온
물리학에서 디랙 페르미온(Dirac fermion)은 반입자가 자신과 다른 페르미온이다. 대부분의 입자는 자신과 반입자가 다르기 때문에 디랙 페르미온이다. 1개 디랙 페르미온은 2개 바일 페르미온이 상동한다. 디랙 페르미온에 대응하는 것은 반입자가 그 자신과 같은 마요라나 페르미온이다. 중성미자가 디랙 페르미온인지 마요라나 페르미온인지는 아직 밝혀지지 않았지만 입자물리학에서 중성미자를 빼고 표준모형의 모든 페르미온이 디랙 페르미온이라고 생각된다. 디랙 페르미온은 폴 디랙의 이름을 따서 명명되었으며 디랙 방정식으로 기술할 수 있다.
이 외에도 응집물질물리학에서 그래핀과 위상절연체의 저에너지 여기는 디랙 방정식으로 기술되는 페르미온 준입자이다.

## 같이 보기
- 마요라나 페르미온
- 디랙 스피너
- 스피너
- 狄拉克之海
- 그래핀